# Rit
Ritul, îndeobște la creștini, este forma exterioară a ceea ce e cultul creștin în fond. Definiția religioasă a ritului fiind ansamblu de ceremonii care se practică într-o religie.
Noul Legământ nu conține nici o precizare cu privire la rit. Dar fiecare Biserică locală și-a stabilit câte un rit, în conformitate cu învățătura creștină. De-a lungul istoriei s-a ajuns la rituri bine închegate, pe regiuni, apoi pe arii mai largi.
Un rit nu ține strict de o confesiune creștină aparte. Totuși învățătura unei Biserici se vede din ritul pe care-l întrebuințează acea Biserică.
În lume sunt următoarele ramuri și rituri. Cele scrise cu violet sunt rituri dispărute, iar cele cu verde sunt rituri "înviate". De pildă, ritul mozarab nu a fost folosit timp de mai multe veacuri, apoi liturghierele vechi au fost scoase de la praf și reutilizate. Între paranteze sunt notate bisericile ce folosesc riturile respective.
O7 = Biserici ortodoxe ale celor șapte sinoade
RC = Biserici răsăritene unite cu Roma
RS = Biserici ale Reformei, dar care au păstrat succesiunea apostolică catolică 
VO = Biserici vechi orientale
RITURI RĂSĂRITENE
- Ramura africană:
  - Ritul coptic (VO/RC)
  - Ritul etiopian (VO/RC):
    - propriu-zis
    - abisinian
- Ramura siriană de est
  - Ritul asirian (VO)
  - Ritul caldeean sau persan (RC)
  - Ritul tomit (VO)
- Ramura siriană de vest – antiohiene
  - Ritul malankar (VO)
  - Ritul malabar (RC)
  - Ritul iacobit (VO)
- Ramura siriană de vest – capadociene:
  - Ritul armean (VO/RC)
  - Ritul bizantin (O7/RC):
    - grecesc
    - slav:
      - rusesc
      - rutean

    - melkit
    - românesc
      - ardelean

    - bulgăresc
    - sicilian: 
      - italo-albanez (RC)
      - corsican (VO/RC)

RITURI APUSENE
- Ramura romană:
  - Ritul latin (RC)
    - Ritul tridentin (RC):
      - al lui Pius al V-lea
      - al lui Pius al XII-lea

  - Ritul suedez (RS)
  - Ritul finlandez (RS)
- Ramura hispano-galică
  - Ritul mozarab (vizigotic) (RC)
  - Ritul ambrosian (milanez) (RC)
  - Ritul galic al Sânt-Denisului (O7)
  - Ritul lyonez
  - Alte rituri galice
  - Ritul irlandez
  - Ritul scoțian (O7)
  - Ritul britanic reconstruit (VO)
  - Ritul de la Stowe, britanic
  - Ritul breton (O7)
  - Ritul anglican (RS)

## În masonerie
În Francmasonerie, cuvântul rit are două înțelesuri: lucrare, sau ritual adică "ansamblul de ceremonii și reguli care se practică într-o lojă", dar și structură ierarhică.

Acest ultim sens a fost conturat în anul 1758, în Franța, o dată cu nașterea Ritului Împăraților Orientului și Occidentului, numit și "al Perfecțiunii". Această structură de 25 de grade s-a autodenumit Rit, probabil cu intenția de a accentua concepția unitară a riturilor ei de inițiere și de trecere de la un grad la altul. Riturile puse în practică cu ajutorul ritualurilor sunt, în același timp, inițiatice, ezoterice și tradiționale.
Câteva exemple de ritualuri masonice sunt: ritualul de deschidere și închidere a lucrărilor lojii, ritualul de inițiere, ritualul lanțului de unire, ritualul instalării în funcție a Venerabilului și a ofițerilor lojei etc.
În prezent, în lume există peste 100 de rituri masonice. Cele mai cunoscute fiind Ritul: de York, Scoțian Antic și Acceptat, Francez, Swedenborg, Memphis-Misraïm, Scoțian Primitiv, Scoțian Rectificat, suedez, Scoțian Cerneau etc. Ritul de York este considerat cel mai vechi din lume (prima adunare fiind consemnată în anul 926), iar cel Scoțian Antic și Acceptat este cel mai răspândit în lume.